# マリン・エンタテインメント
株式会社マリン・エンタテインメント（英: Marine ENTERTAINMENT Inc.）は、日本のレコード会社。株式会社アニメイトの子会社。1997年頃にアニメイトフィルムのレーベルとして発足し、2004年4月に企画制作部門が分離独立して新会社となった。本社は東京都豊島区に所在。
発売タイトルはドラマCDが多い。また、アニメ関連の楽曲の音楽出版事業も行っている。近年では『井口裕香のむ〜〜〜ん』など文化放送の超!A&G+の各番組のスポンサーとして名を連ねている事でも知られる。

## オリジナル
- アニメ店長
- アニメ店長B'店長候補生
- ヴァイスクロイツ
- 親友〜Dear Friends〜
- Knight&Ran
- BALLAD
- PIANO
- Vie Durant
- FULL SCORE

## 漫画原作
- アニコイ（原作：ゴツボ×リュウジ）
- ALMIGHTY×10（原作：水都あくあ）
- 異界繁盛記 ひよこや商店（原作：巣田祐里子）
- カテゴリ：フリークス（原作：極楽院櫻子）
- かみさまのいうとおり!（原作：湖西晶）
- CLAMP学園怪奇現象研究会事件ファイル（原作：CLAMP）
- 「彼」first love（原作：宮坂香帆）
- クロノクルセイド（原作：森山大輔）
- クロム・ブレイカー（原作：阿倍野ちゃこ）
- GATE（原作：如月弘鷹）
- GetBackers-奪還屋-（原作：青樹佑夜・作画：綾峰欄人）
- 胡鶴捕物帳（原作：片桐美亜）
- SAMURAI DEEPER KYO（原作：上条明峰）
- J-HEROES
- 私立荒磯高等学校生徒会執行部（原作：峰倉かずや）
- 絶対彼氏。〜フィギュアなDARLING〜（原作：渡瀬悠宇）
- DARK EDGE（原作：相川有）
- D・N・ANGEL（原作：杉崎ゆきる）
- トライアングルセッション'99
- 東京クレイジーパラダイス（原作：仲村佳樹）
- となりの801ちゃん（原作：小島アジコ）
- トラブルチョコレートウィルス
- トリコン!!! triple complex
- 盗んで♥リ・リ・ス（原作：てぃんくる）
- 八犬伝―東方八犬異聞―（原作：あべ美幸）
- BEAST of EAST（原作：山田章博）
- ビューティー・ポップ（原作：あらいきよこ）
- ふしぎ遊戯 玄武開伝（原作：渡瀬悠宇）
- BLOOD ALONE（原作：高野真之）
- プリンセス・プリンセス（原作：つだみきよ）（発売元：フロンティアワークス）
- BRAVE10（原作：霜月かいり）
- マンガ家さんとアシスタントさんと（原作：ヒロユキ）
- ミルククラウンシリーズ（原作：水都あくあ）
- 夜まで待てない。（原作：太田早紀）
- らぶドル 〜Lovely Idol〜（原作：西又葵）
- レイスイーパー（原作：垣野内成美）
- World's end（原作：天広直人・玉井☆豪）
- WILD ADAPTER（原作：峰倉かずや）
- 私の…メガネ君（原作：すもと亜夢）
- ONE×3（原作：雪リコ）

## 小説原作
- エンジェル・ハウリング（原作：秋田禎信）
- 今日からマ王!（原作：喬林知）
- 気象精霊記（原作：清水文化）
- 彩雲国物語（原作：雪乃紗衣）
- 少年陰陽師（原作：結城光流）（発売元：フロンティアワークス）
- 篁破幻草子（原作：結城光流）（発売元：フロンティアワークス）
- 天高く、雲は流れ（原作：冴木忍）
- 青桃院学園風紀録シリーズ（原作：真堂樹）
- 身代わり伯爵の冒険（原作：清家未森）
- 龍は微睡む（原作：真堂樹）

## ゲーム原作
- Apocripha/0（アニメイト限定販売版）
- _summer〜ever blue〜
- 王子さまシリーズ（一部アニメイト限定販売）
- 俺の下であがけTARGET（アニメイト限定販売）
- 花帰葬-Typing of the Chicken-
- 学園ヘヴンシリーズ
- 家族計画〜邂逅〜
- カフェ・リンドバーグ〜ぼくらの恋愛心理学2〜（アニメイト限定販売）
- Canvas2
- Clover Heart's
- SILVER CHAOSシリーズ（アニメイト限定販売）
- スーツを脱いだあと…（アニメイト限定販売）
- 好きなものは好きだからしょうがない!!シリーズ
- ちょこっとヒメ
- 月は東に日は西に
- HoneyComing〜one more chime!〜
- ピヨたん〜ハウスキーパーはCuteな探偵〜
- Fantastic Fortune 2
- FORTUNE ARTERIAL〜through the season〜
- ホワイトブレス 〜with faint hope〜
- 水月〜夢雫〜
- 水の旋律シリーズ
- 夜明け前より瑠璃色な〜Fairy tale of Luna〜
- よつのは〜雪が溶けきる、その前に〜
- LITTLEWITCH ROMANESQUE〜eternus〜

## ボーイズラブ
- WEST END（原作：葵二葉&紅三葉）
- 絆〜YOU'RE ALL...〜（原作：こだか和麻）
- 腐った教師の方程式（原作：こだか和麻）
- 君主サマの恋は勝手!〜バラエティCD〜
- 好きじゃないけど愛してる（原作：南野ましろ）
- 世紀末★ダーリン（原作：なると真樹）
- FAKE-Final Act-（原作：真東砂波）
- LEVEL-C（原作：葵二葉&紅三葉）

### ルボーサウンドコレクション
- 愛だろ、愛-山田ユギバンブーセレクション-（原作：山田ユギ）
- 開いてるドアから失礼しますよ（原作：山田ユギ）
- …ヴァージンラブ（原作：藤崎こう）
- 美しき獣たち。（原作：今市子）
- ウワサの二人（原作：松本テマリ）
- エゴイストの純愛（原作：遠野春日）
- 王子様のお勉強（原作：松本テマリ）
- オレ様には敵わない!（原作：沢城利穂）
- かげろうの森（原作：日下孝秋）
- 〜学園エンペラー〜 愛してみやがれ!!（原作：みさき志織）
- 可愛気。（原作：鹿乃しうこ）（アニメイト限定販売）
- 課長の恋（原作：九州男児）
- 危険な保健医カウンセラー（原作：みなみ遥）
- きみには勝てない!（原作：高口里純・漫画：穂波ゆきね）
- くされ縁の法則シリーズ（原作：吉原理恵子）
- 最後のドアを閉めろ（原作：山田ユギ）（アニメイト限定販売）
- 最果ての君へ（原作：みなみ遥）
- しのぶこころは（原作：松本テマリ）
- JUNK!BOYSシリーズ（原作：みなみ遥）（アニメイト限定販売）
- 少年四景〜小野塚カホリ作品集〜（原作：小野塚カホリ）
- 素直になれ!（原作：こうじま奈月）
- 探偵青猫（原作：本仁戻）
- 追憶のキスを君は奪う（原作：鳩村衣杏）
- 月は闇夜に隠るが如く（原作：中村春菊）
- 天使×密造（原作：佐久間智代）
- 東山道転墜異聞（原作：中村春菊）
- 特別レッスンは真夜中に（原作：水島忍）
- Hybrid Child（原作：中村春菊）
- 花嫁くん・花ムコさん（原作：星野リリィ）
- Punch↑（原作：鹿乃しうこ）
- Black or White（原作：麻生海）
- FLESH&BLOODシリーズ（原作：松岡なつき）
- 僕の恋の話・ヒメゴト（原作：神葉理世）
- 僕らの王国（原作：こうじま奈月）
- ほしがりません!勝つまでは（原作：樹要）
- 本気じゃねぇから（原作：富士山ひょう太）
- ブルーサウンドシリーズ（原作：崎谷はるひ）
- 優しいけれど意地悪で Sweet but Nasty…（原作：こうじま奈月）
  - 強引だけど優しくて〜Forced but Sweet…〜
  - 優しいだけじゃ足りなくて〜Not full only in the sweetness…〜
- やっぱり君を好きになる（原作：高沢たえこ）
- 欲望のベクトル（原作：高宮東）
- LOVE PRISM（原作：東城麻美）
- レンアイ・アラカルト（原作：みなみ遥）
- ロッセリーニ家の息子シリーズ（原作：岩本薫）
- 我らの水はどこにある（原作：山田ユギ）

### 復刻版
- YEBISUセレブリティーズシリーズ（原作：岩本薫）
- GATENなアイツ（原作：鹿乃しうこ）
- 神様の腕の中（原作：ねこ田米蔵）
- 禁断の甘い果実（原作：みなみ遥）
- 君主サマの恋は勝手!（原作：こうじま奈月）
- 豪華客船で恋は始まる1〜3（原作：水上ルイ）
- 支配する指先（原作：東野裕）
- 私立翔瑛学園男子高等部 倉科先生の受難（原作：志野夏穂）
- ジャジャ馬ならし（原作：門地かおり）
- つよがり（原作：ねこ田米蔵）
- 背徳のラブ・シック（原作：みなみ遥）
- 花色バージンソイル（原作：みなみ遥）
- 美貌の侯爵閣下（原作：夢乃咲実）
- ファインダーの標的（原作：やまねあやの）
- P.B.B.〜Play Boy Blues〜（原作：鹿乃しうこ）
- 魅せられて（原作：あさぎり夕）

## 白泉社HCDシリーズ
- 藍より青し音絵巻（原作：文月晃）
- 詩を聴かせて（原作：日高万里）
- お兄ちゃんと一緒（原作：時計野はり）
- 親指からロマンス（原作：椿いづみ）
- ガートルードのレシピ（原作：草川為）
- キラメキ☆銀河町商店街（原作：ふじもとゆうき）
- 銀の勇者（原作：渡辺祥智）
- 紅茶王子〜Seaside Tea House〜（原作：山田南平）
- 幸福喫茶3丁目（原作：松月滉）
- 執事様のお気に入り（原作：津山冬・伊沢玲）
- スキップ・ビート!（原作：仲村佳樹）
- S・A（原作：南マキ）
- 世界でいちばん大嫌い（原作：日高万里）
- Wジュリエット（原作：絵夢羅）
- ツーリング・エクスプレス（原作：河惣益巳）
- 翼を持つ者（原作：高屋奈月）
- ディア マイン（原作：高尾滋）
- ちょこッとSister（原作：雑破業・作画：竹内桜）
- てるてる×少年（原作：高尾滋）
- ナデシコクラブ（原作：サカモトミク）
- ニューヨーク・ニューヨーク（原作：羅川真里茂）
- 伯爵カインシリーズ（原作：由貴香織里）
- パタリロ西遊記!（原作：魔夜峰央）
- 花ざかりの君たちへ（原作：中条比紗也）
- フルーツバスケット（原作：高屋奈月）
- V・B・ローズ（原作：日高万里）
- 目隠しの国（原作：筑波さくら）
- 闇の末裔（原作：松下容子）
- ゆびさきミルクティー（原作：宮野ともちか）
- よろず屋東海道本舗（原作：冴凪亮）
- 楽園ルウト（原作：槻宮杏）
- ルードヴィッヒ革命（原作：由貴香織里）
- ベリーベリー（原作：日高万里）

## 新書館WINGSシリーズ
- 愛していると言ってくれ。（原作：藍川さとる）
- きらきら馨る（原作：高橋冴未）
- 月華佳人（原作：押上美猫）
- 原獣文書（原作：なるしまゆり）
- GPX（原作：佐野真砂輝&わたなべ京）
- メロディハレルヤ（原作：南野ましろ）

## 声優関連
- Weiß関連
- coopee（桑谷夏子・斎藤千和）
  - VOICE CREW COLLECTION 001coopee
- 子安武人
  - メッセージCD「告白」
  - Piece Of "T"
- ZAZEL
  - デビューマキシシングル「En La Luna」
  - 2ndマキシシングル「D×D」
  - 3rdマキシシングル「翼」
  - DVDシングル「The Tale of 囘（カイ）」
  - 1stアルバム「STELLA」
- Chiffons（氷上恭子・増田ゆき・小島幸子）
  - デビューマキシシングル「Snow Train」
  - 1stミニアルバム「日和見主義」
- 清水香里
  - デビューマキシシングル「バニラ」
  - ミニアルバム「Pure」
- 声優DVD企画 宝探し（女性声優版）
  - 宝探し 〜至高のペルソナ〜 in マザー牧場（2012年9月12日）
  - 宝探し 〜至高のペルソナ〜 ラジオCD （2012年12月26日）
  - 宝探し〜ミネルヴァの箱〜in 河口湖オルゴールの森美術館 （2013年3月27日）
  - 宝探し 探偵学園エデン 〜怪盗アビルからの挑戦〜（2014年2月12日）
- 声優DVD企画 リアル宝探し（男性声優版）[2]
  - 宝探し〜ミライセンシ エピソード0〜in西武園ゆうえんち（2013年10月30日）
  - リアル宝探し 邪神ロキの呪い in東京ドイツ村（2015年6月24日）
  - リアル宝探し 〜風魔からの挑戦〜 in 小田原（2017年5月3日）
  - リアル宝探し 〜海神ポセイドーンを封印せよ〜in 横浜・八景島シーパラダイス（2017年11月1日）
- 声優DVD企画 人狼バトル（女性声優版）[3]
  - 人狼バトル〜missing girl in fairyland〜（2014年2月12日）
- 声優DVD企画 人狼バトル（男性声優版）[3]
  - 人狼バトル 〜人狼VS勇者〜（2014年6月25日）
  - 人狼バトル 〜人狼VS騎士〜（2014年12月24日）
  - 人狼バトル 〜人狼VS探偵〜（2015年11月6日）
  - 人狼バトル 〜人狼VS英雄〜（2017年4月26日）
  - 人狼バトル 〜人狼VS魔法使い〜（2017年11月1日）
  - 人狼バトル lies and the truth 〜人狼VS王子〜（2018年1月24日）
  - 人狼バトル lies and the truth 2018 JUNE 〜人狼VS怪盗〜（2018年11月7日）
  - 人狼バトル 〜人狼VSスパイ〜（2018年12月19日）
  - 人狼バトル lies and the truth 2018 OCTOBER～人狼VS侍～（2019年6月26日）
  - 人狼バトル lies and the truth 2019 FEBRUARY～人狼VS海賊～（2019年9月25日）
  - 人狼バトル lies and the truth 2019 AUGUST～人狼VSエクソシスト～（2020年4月1日）
  - 人狼バトル lies and the truth 2020 FEBRUARY～人狼VSプリズナー～（2020年8月26日）
- teaRLove
- ナデプロ!!（ドラマCD・ボーカルCD）
- 氷上恭子
  - 1stアルバム「blue」
  - 2ndアルバム「微熱」
  - 3rdアルバム「unmoral」
  - 4thアルバム「HYSTERIC NOISE」
  - ベストアルバム「hikamix」
  - シングル「Beautiful days」
  - セレクションアルバム「vicino」
- ラジオ関西アニたまどっとコム関連
  - 神戸前向女学院。DJCD
  - 工口×工口DJCD
  - M's（清水香里×植田佳奈）Happyの条件
  - 日野聡vs立花慎之介 平成ニッポン・国取り合戦ラジオ!!DJCD
  - まじポン!DJCD
  - 羽多野・寺島 Radio 2D LOVEDJCD など

## ラジオ番組
- 井口裕香のむ〜〜〜ん
- 津田のラジオ「っだー!!」
- 天才軍師
- 羽多野・寺島 Radio 2D LOVE
- 三上枝織のみかっしょ!
- ロンハールーム
- 千葉翔也・野上翔の翔福翔来!!
- 箱
- RADIO M4!!!!
- 興津和幸のどうぞオキツカいなく!

放送が終了した番組
- 佐倉綾音 Ayane*LDK
- 三瓶由布子・真堂圭のすきまらじお
- 竹達彩奈 My Sweets Home
- 日野聡vs立花慎之介 平成ニッポン・国取り合戦ラジオ!!
- four-tune!
- ラジオ☆聡美はっけん伝!
- はみらじ!!
- 神戸前向女学院。
- 有限会社チェリーベル
- ゆいこ・ひさこのでかした!RanQueen!
- あおい・さおりの新番組
- 夕実&梨沙の東京ラフストーリー
- 小野大輔・近藤孝行の夢冒険〜Dragon&Tiger
- 小野友樹のオノパラ!
- 日野聡・立花慎之介 名門アウトロー学園
- 水島大宙・木村良平 ←SIDE BY SIDE→
- ゆのみのYou kNow Me!!!
- 由佳・ありさ・未奈美のMラジ!!
- 東山奈央のドリーム*シアター
- 大久保瑠美・原紗友里 青春学園 Girls High↑↑
- まじポン!
- 吉野裕行FC
- the AUDIENCE〜選択型ラジオ〜

## 主催イベント
- マリコレ 〜MARINE COLLECTION 2011〜（2011年11月26日、ステラボール（品川プリンスホテル内））
- マリコレ 〜MARINE COLLECTION 2012〜（2012年9月9日、神奈川県民ホール（大ホール））
- マリコレ 〜MARINE COLLECTION 2013〜（2013年9月8日、国立代々木競技場 第二体育館）
- マリコレハロウィンパーティ2014（2014年10月26日、品川インターシティホール）
- マリコレライブ 2016（2016年2月14日、豊洲PIT）
- MARINE SUPER WAVE LIVE（2011年5月7日、ステラボール（品川プリンスホテル内））
- MARINE SUPER WAVE R（2011年10月8日、渋谷公会堂）
- MARINE SUPER WAVE LIVE 2012（2012年5月6日、ステラボール（品川プリンスホテル内））
- MARINE SUPER WAVE R 2012（2012年11月25日、渋谷公会堂）
- MARINE SUPER WAVE LIVE 2013（2013年5月5日、神奈川県民ホール（大ホール））
- MARINE SUPER WAVE R 2013（2013年10月6日、越谷サンシティホール）
- MARINE SUPER WAVE LIVE 2014（2014年5月4日、渋谷公会堂）
- MARINE SUPER WAVE LIVE 2015（2015年5月24日、大宮ソニックシティ）
- MARINE SUPER WAVE R 2015（2015年10月10日、パシフィコ横浜 国立大ホール）
- MARINE SUPER WAVE LIVE 2016（2016年4月24日、パシフィコ横浜 国立大ホール）
- MARINE SUPER WAVE LIVE 2017（2017年6月11日、TOKYO DOME CITY HALL）
- MARINE SUPER WAVE R 2017（2017年10月22日、パシフィコ横浜 展示ホールA）